# Недниковская
Недниковская — деревня в Шенкурском районе Архангельской области. Входит в состав муниципального образования «Усть-Паденьгское».

## География
Деревня расположена в южной части Архангельской области, в таёжной зоне, в пределах северной части Русской равнины, в 53 километрах на юго-запад от города Шенкурска, на правом берегу реки Паденьга, притока Ваги. Ближайшие населённые пункты: на севере, на противоположенном берегу реки, деревня Кривоноговская. 
Часовой пояс
Недниковская, как и вся Архангельская область, находится в часовой зоне МСК (московское время). Смещение применяемого времени относительно UTC составляет +3:00.

## Население
| 2002 | 2010 | 2012 |
| ---- | ---- | ---- |
| 5    | ↘2   | →2   |

## История
В «Списке населенных мест Архангельской губернии к 1905 году» деревня Недьяковская насчитывает 7 дворов, 23 мужчины и 25 женщин.  В административном отношении деревня входила в состав Паденгского сельского общества Устьпаденгской волости.
На 1 мая 1922 года в поселении 7 дворов, 17 мужчин и 20 женщин.